# Dobrovăț
Dobrovăț – wieś w Rumunii, w okręgu Jassy, w gminie Dobrovăț. W 2011 roku liczyła 2515 mieszkańców.